# Crooked River Park
Crooked River Park är en park i Kanada.   Den ligger i provinsen British Columbia, i den centrala delen av landet, 3 400 km väster om huvudstaden Ottawa. Crooked River Park ligger 692 meter över havet. Den ligger vid sjön Hart Lake.
Terrängen runt Crooked River Park är kuperad österut, men västerut är den platt. Crooked River Park ligger nere i en dal. Trakten runt Crooked River Park är nära nog obefolkad, med mindre än två invånare per kvadratkilometer.. 
I omgivningarna runt Crooked River Park växer i huvudsak barrskog.